# Ivan Adam I., knez Lihtenštajna
Ivan Adam I., knez Lihtenštajna (Brno, 16. kolovoza 1622. – Beč, 16. lipnja 1712.), treći knez Lihtenštajna.

## Životopis
Ivan Adam I. je bio sin Karla Euzebija (1611. – 1684.) i njegove žene Ivane Beatrice od Dietrichstein-Nikolsburga. Naslijedio je naslov kneza Lihtenštajna 1684. od svog oca Karla Euzebija. 18. siječnja 1669. godine dobio je posjed Schellenberg, a 22. veljače 1712. grofoviju Vaduz. Ova dva posjeda kasnije će oformiti današnju kneževinu Lihtenštajn. Također je bio vojvoda Opave i Krnove.
Nikada nije zauzimao neki položaj na dvoru, ali je ponekad obavljao različite poslove za cara. Bio je financijski stručnjak i davao je savjete u ovom području. Također je bio ljubitelj umjetnosti. Za svoju kolekciju je kupovao djela Rubensa i Anthonisa van Dycka. Bio je poznat kao jedan od najdarežljivijih pokrovitelja umjetnosti svoga vremena. Umro je 16. lipnja 1712. u Beču.

## Brak i potomstvo
16. veljače 1681. Ivan Adam I. se oženio za svoju rodicu Edmundu Mariju Tereziju, princezu Dietrichstein-Nikolsburga (17. travnja 1652. – 15. ožujka 1737.). Imali su sedmero djece:
- Princeza Marija Elizabeta (8. svibnja 1683. – 4. svibnja 1744.)
- Princ Karlo Josip (15. listopada 1684. – 16. veljače 1704.)
- Princeza Marija Antonija (10. travnja 1687. – 9. listopada 1750.)
- Princ Franjo Dominik (1. rujna 1689. – 19. ožujka 1711.)
- Princeza Marija Gabrijela (12. srpnja 1692. – 7. studenog 1713.)
- Princeza Marija Terezija (11. svibnja 1694. – 20. veljače 1772.)
- Princeza Marija Dominika (5. kolovoza 1698. – 2. lipnja 1724.)

Ostao je bez muških nasljednika koji bi ga mogli naslijediti.

## Vanjske poveznice

### Mrežna sjedišta
- (engl.) Životopis na stranicama Kneževske obitelji Liechtenstein

### Sestrinski projekti
|  | Zajednički poslužitelj ima još gradiva o temi Ivan Adam I. Andrija, knez Lihtenštajna |